# Ümit Karan
Ümit Karan (ur. 1 października 1976 w Berlinie) – turecki piłkarz grający na pozycji napastnika. Posiada także obywatelstwo niemieckie.

## Kariera klubowa
Ümit Karan urodził się w rodzinie tureckich emigrantów w Berlinie. Piłkarską karierę rozpoczął jednak w ojczyźnie rodziców w drużynie Gençlerbirliği SK. W 1996 roku zadebiutował w pierwszej drużynie w rozgrywkach pierwszej ligi. W pierwszym składzie stołecznego klubu zaczął grać w kolejnym sezonie, jednak zaliczył tylko 2 trafienia. W sezonie 1998/1999 był już najlepszym strzelcem zespołu - strzelił 14 goli. W kolejnym zaliczył 18 trafień i był czwartym strzelcem ligi. W sezonie 2000/2001 zdobył 13 goli oraz zdobył z Gençlerbirliği Puchar Turcji.
Latem 2001 Karan przeszedł do Galatasaray SK. Już w tym samym sezonie wywalczył tytuł mistrza Turcji, swój pierwszy w karierze. Stworzył wówczas atak z innym reprezentantem kraju, Arifem Erdemem. W sezonie 2002/2003 był najlepszym strzelcem stambulskiego klubu (16 goli) i został z nim wicemistrzem Turcji. W kolejnych dwóch sezonach grał jednak w małej liczbie meczów, co było spowodowane kontuzjami. W tym czasie Galatasaray w lidze nie odniósł większych sukcesów poza zajęciem 3. miejsca w 2005 roku, ale zdobył krajowy puchar. W sezonie 2004/2005 przez pół roku Karan grał w Ankarasporze, ale już latem wrócił do „Galaty” i przebił się do pierwszej jedenastki. W kolejnych dwóch sezonach należał do najskuteczniejszych graczy ligi, zdobywając kolejno 17 bramek w sezonie 2005/2006 i 18 w sezonie 2006/2007. W 2006 roku przyczynił się do wywalczenia mistrzostwa kraju.
W 2009 roku Karan przeszedł do Eskişehirsporu, po tym jak stracił miejsce w składzie Galatasaray.
| Sezon   | Klub              | Kraj   | Rozgrywki | Mecze | Bramki |
| ------- | ----------------- | ------ | --------- | ----- | ------ |
| 1996/97 | Gençlerbirliği SK | Turcja | Süper Lig | 9     | 2      |
| 1997/98 | Gençlerbirliği SK | Turcja | Süper Lig | 31    | 2      |
| 1998/99 | Gençlerbirliği SK | Turcja | Süper Lig | 31    | 14     |
| 1999/00 | Gençlerbirliği SK | Turcja | Süper Lig | 33    | 18     |
| 2000/01 | Gençlerbirliği SK | Turcja | Süper Lig | 29    | 13     |
| 2001/02 | Galatasaray SK    | Turcja | Süper Lig | 28    | 7      |
| 2002/03 | Galatasaray SK    | Turcja | Süper Lig | 28    | 16     |
| 2003/04 | Galatasaray SK    | Turcja | Süper Lig | 8     | 1      |
| 2004/05 | Galatasaray SK    | Turcja | Süper Lig | 6     | 2      |
| 2004/05 | Ankaraspor        | Turcja | Süper Lig | 12    | 5      |
| 2005/06 | Galatasaray SK    | Turcja | Süper Lig | 24    | 17     |
| 2006/07 | Galatasaray SK    | Turcja | Süper Lig | 28    | 18     |
| 2007/08 | Galatasaray SK    | Turcja | Süper Lig | 30    | 11     |
| 2008/09 | Galatasaray SK    | Turcja | Süper Lig | 18    | 0      |
| 2009/10 | Eskişehirspor     | Turcja | Süper Lig | 24    | 7      |
| 2010/11 | Eskişehirspor     | Turcja | Süper Lig | 17    | 4      |

## Kariera reprezentacyjna
W reprezentacji Turcji Karan zadebiutował 4 września 1999 roku w wygranym 3:0 meczu z Irlandią Północną. Występował m.in. w eliminacjach do Euro 2000, Mistrzostw Świata 2002 i Euro 2008.

## Ciekawostki
11 lutego 2007 roku Galatasaray wygrało 4:0 z zespołem Manisaspor. Wszystkie bramki w tym meczu zdobył Ümit Karan.